# Associated Prigs
Les Associated Prigs est le nom informel d'un groupe de discussion étudiant créé en 1894 au Somerville College de l'université d'Oxford. Ce groupe se réunit le dimanche soir pour aborder des questions de société. Il cesse ses activités en 1899.

## Histoire
Le groupe de discussion tient sa rencontre inaugurale en janvier 1894. Il adopte un fonctionnement informel et souple, ainsi les membres peuvent proposer des thèmes divers et les échanges sont libres. Une secrétaire de séance enregistre un résumé des discussions. 
Le groupe n'a pas de nom officiel. Le surnom qu'il adopte, Associated Prigs, renvoie à la fois au sérieux des membres et à leur capacité d'auto-dérision. Les membres sont limitées à sept.

## Membres
Les membres fondateurs sont Rachael Erskine Brown, Edith Marvin, Eleanor Theodora Joseph (épouse du philosophe Clement Charles Julian Webb), Agnes Mynfreda Hart-Smith (Parsons), Mary O'Brien Harris (en), Mildred Pope, et Eleanor Rathbone. 
Les intérêts ultérieurs des étudiantes apparaissent dans leurs propositions de discussion. Ainsi, Mary O'Brien, qui est plus tard membre du comité exécutif de la Fabian Society, propose-t-elle une discussion sur le socialisme lors de la première réunion. Eleanor Rathbone propose un débat sur la gestion des Poor Laws à Liverpool. Dorothy Scott, Margery Fry, futurs membres de la Penal Reform League et, pour Margery Fry, future juge de paix, participent à la discussion sur les sanctions. Plusieurs rencontres sont consacrées aux affaires scolaires, comme les responsabilités qui incombent aux membres des School Boards, aux professeurs et aux directrices d'école. Les autres thèmes abordés sont la religion, les conditions de travail dans les régions industrielles du nord de l'Angleterre, les régions rurale, la crise de l'agriculture. La question du droit de vote des femmes n'est pas abordé en tant que telle.
Au fil des années et en fonction des désistements, d'autres étudiantes rejoignent le groupe, selon une règle de cooptation à l'unanimité et toujours dans la limite de sept membres : Katherine Quelch, diplômée en 1897, Margery Fry, Lucy Lawson (Thruston), fille du député libéral Wilfrid Lawson, Lucy Wyatt Paworth, fille de l'architecte Wyatt Papworth et secrétaire générale du Women's Industrial Council.
Une réunion de travail organisée dans la perspective d'envisager l'avenir du groupe de discussion se tient en juin 1897 : une question abordée est notamment l'introduction de nouvelles membres que les membres fondatrices ne connaîtraient pas. En effet, les membres accordent de l'importance au principe que anciennes et nouvelles membres devaient rester en lien. La dernière réunion des Associated Prigs a lieu en décembre 1899. À partir de cette date, une autre institution étudiante, la Parliamentary Debating Society (ou Parliament), ouverte à toutes les étudiantes, devient le principal lieu de débat politique de Somerville College. Un certain nombre des Associated Prigs restent en lien, certaines rejoignent l'association des étudiantes du collège et témoignent de leurs intérêts dans le rapport annuel de l'association. Mildred Pope, qui est maître de conférences à Oxford jusqu'en 1934, et vice-principale de Somerville College en 1929, contribue à conserver les liens entre les anciennes Associated Prigs.